# Draga Bašćanska
Draga Bašćanska est une localité de Croatie située sur l'île de krk et dans la municipalité de Baška, comitat de Primorje-Gorski Kotar. En 2001, la localité comptait 276 habitants.

## Démographie
| 1948 | 1953 | 1961 | 1971 | 1981 | 1991 | 2001 |
| ---- | ---- | ---- | ---- | ---- | ---- | ---- |
| 847  | 791  | 650  | 510  | 367  | 305  | 276  |